# عظمت

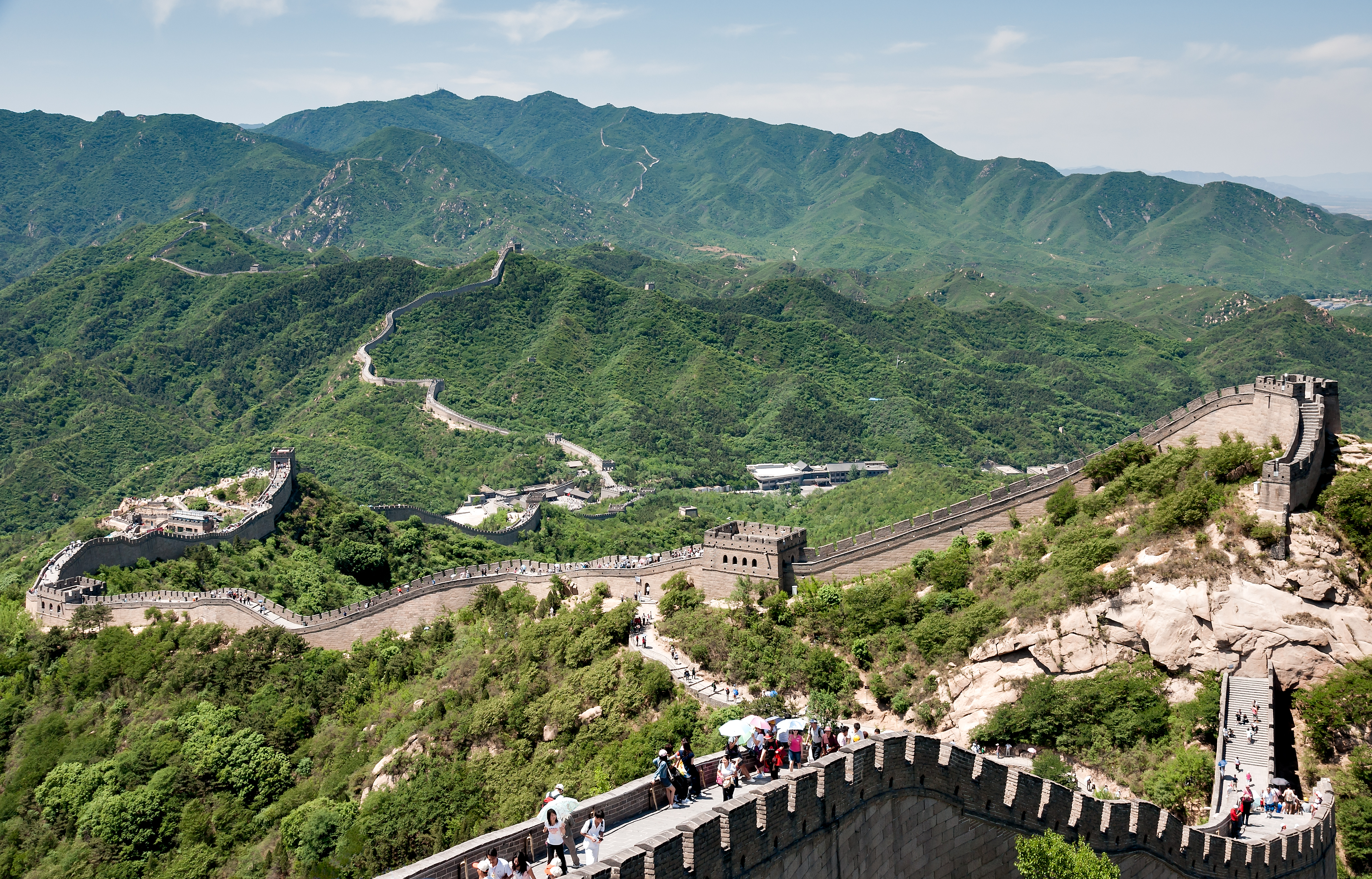
دیوار بزرگ چین

عظمت (انگلیسی: Greatness)، یا بزرگی مفهومی از حالت برتری است که بر یک شخص یا شیء در یک مکان یا منطقه خاص تأثیر می‌گذارد.

## عظمت
عظمت را نیز می‌توان به افرادی نسبت داد که دارای توانایی طبیعی برای بهتر بودن از دیگران هستند.
«عظمت» یک کیفیت مشخص و قابل شناسایی است. کاربرد اصطلاحات «بزرگ» و «عظمت» به دیدگاه و قضاوت ذهنی کسانی که آن‌ها را به کار می‌برند، بستگی دارد.  
در حالی که در برخی موارد ممکن است عظمت درک شده از یک شخص، مکان یا شیء مورد توافق بسیاری قرار گیرد، این لزوماً چنین نیست، و ادراک عظمت ممکن است به شدت مورد مناقشه قرار گیرد و بسیار عجیب و غریب باشد. 

## بزرگی مادی و معنوی
بزرگی (Greatness) صفت [شیء یا شخص‏] بزرگ است.
بزرگی یا مادی است یا معنوی.
1. بزرگی مادی عبارت است از غلظت و ضخامت اجسام، که مترادف عظم است. می‌گویند بزرگی کوه، بزرگی دریا.
2. بزرگ معنوی به معنی کبریا، جبروت است. می‌گویند: بزرگی مملکت، بزرگی فکر.

## ریاضیات
عظم را در ریاضیات مقدار می‌نامند، و مقدار عبارت از هر چیزی است که قابل افزایش و کاهش باشد و مترادف کمیت است و به دو قسم متّصل و منفصل تقسیم می‌شود.
اعظام، در اصطلاح ریاضی‌دانان عبارت است از اقسام کم متّصل، مثل خط، سطح، جسم، مکان و زمان. اگر بعضی از آنها به یکدیگر نسبت داده شود مقادیر نامیده می‌شود.

## فرق عظمت و جلال
عظمت در مورد اجسام و اموری از این قبیل به کار می‌رود در حالی که جلال فقط در مورد غیر اجسام به کار می‌رود.
عظمت خداوند یعنی وجوب ذاتی او یا استقلال و بی‌نیازی او از دیگران اما کبریائی خداوند یعنی خداوندی او (الوهیت) و بی‌نیازی او از غیر و نیازمندی غیر به او.

## عظیم
عظیم در مقابل حقیر است، چنان‌که کبیر در مقابل صغیر است. ممکن است چیزی کبیر باشد اما عظیم نباشد، یا صغیر باشد اما حقیر نباشد، زیرا عظمت به صفات معنوی است نه به صفات مادی.

## فرق عظیم و کثیر
این است که عظیم هم در اجزاء منفصل و هم در اجزاء متّصل به کار می‌رود در حالی که کثیر فقط در اجزاء منفصل به کار می‌رود. دلیل این امر این است که کوه، که دارای اجزاء متّصل است، می‌تواند موصوف به عظمت باشد و می‌توان درباره‌اش گفت: عظیم است، اما نمی‌توان گفت کثیر است. اما مال را که دارای اجزاء منفصل است، هم می‌توان گفت عظیم است و هم می‌توان گفت کثیر است.

## شر ستم عظیم است
عظیم همچنان که در خیر به کار می‌رود در شرّ نیز به کار می‌رود. می‌گویند خداوند دارای فضل عظیم است و شرّ، ستم عظیم است.

## جنون بزرگی
یک حالت نفسانی بی‌قاعده است که با فقدان کوشش مادی و معنوی همراه است و انسان را به مبالغه در تکبر و طمع می‌کشاند به طوری که او می‌پندارد پادشاه است یا پیامبر است یا خداست، یا در ثروت و قوت بزرگ‌ترین مردم است یا مقامش از همه بالاتر است.

## برای مطالعهٔ بیشتر
نابغه
استعداد